# 8과 1/2
《8과 1/2》(8½)은 이탈리아의 1963년 자전적 드라마 영화로, 페데리코 펠리니가 감독했다.
이 영화는 외국어 영화상, 의상상(흑백)을 포함한 두 개의 아카데미상을 받았다.

## 내용
영화 감독인 구이도(마르트로얀니)는 온천장(溫泉場)에서 다음 작품의 준비를 하고 있다. 애인 카룰라(밀로)가 찾아 오지만 그의 마음은 풀어지지 않는다. 부모님의 일과 어린 시절의 일들이 악몽과 같이 그를 엄습한다. 그리고 때때로 동경의 여성인 클라우디아(카르디날레)가 나타난다. 어느날 아내 루이자(에매)가 찾아와서 카룰라와 언쟁을 일으킨다. 작업은 진행되지 않는다. 점점 불안해지는 구이도. 혼란한 기자회견. 드디어 그는 일을 중지하게 되는데, 그의 환상 가운데서는 여러 종류의 사람들이 거대한 오픈 세트 앞에서 론도를 춤추고 있다.

### 세부 줄거리
이탈리아의 유명 영화감독 구이도 안셀미가 '감독의 폐색'에 시달리고 있다. 은근히 가려진 자서전적 언급이 포함된 새 SF 영화에 푹 빠져 있던 그는 예술적, 결혼적 어려움으로 인해 흥미를 잃었다. 구이도는 고급 스파에서 불안을 달래기 위해 영화에 대한 자신의 아이디어를 검토하기 위해 유명한 평론가를 고용하지만 평론가는 이를 비난한다. 구이도는 이상적인 여성에 대한 환상을 반복적으로 갖고 있으며, 이를 자신의 이야기의 핵심으로 본다. 그의 여주인 칼라가 그를 찾아오지만 구이도는 그녀를 별도의 호텔에 눕힌다. 영화 제작진은 구이도를 영화 작업에 참여시키려는 시도에 실패하고 그의 호텔로 이전한다.
구이도는 추기경에게 자신이 행복하지 않다고 인정한다. 추기경은 통찰력을 거의 제공하지 않는다. 구이도는 소원해진 아내 루이사와 그녀의 친구들을 초대한다. 그들은 춤을 추지만 구이도는 제작진을 위해 그녀를 버린다. 구이도는 아내의 가장 친한 친구인 로젤라에게 순수하고 솔직한 영화를 만들고 싶었지만 솔직하게 말할 수 있는 말에 어려움을 겪고 있다고 고백한다. 칼라는 호텔 밖에서 구이도, 루이사, 로젤라를 놀라게 하고 구이도는 그와 칼라가 몇 년 전에 관계를 끝냈다고 주장한다. 루이사와 로젤라가 그를 거짓말로 부르고, 구이도는 환상의 세계로 빠져들어 자신의 인생에서 여자들의 하렘을 지배하지만, 거절당한 쇼걸이 반란을 일으킨다. 판타지 여성들은 구이도와 그의 성생활에 대한 가혹한 진실로 구이도를 공격한다.
루이사는 구이도가 영화에서 자신을 얼마나 씁쓸하게 표현하는지 보고 그들의 결혼이 끝났다고 선언한다. 구이도의 이상적인 여성은 클라우디아라는 여배우의 모습으로 등장한다. 구이도는 자신의 영화가 지친 남자가 이상적인 여성에게서 구원을 찾는 것에 관한 것이라고 설명한다. 클라우디아는 주인공이 사랑을 할 수 없기 때문에 동정심이 없다고 결론짓는다. 구이도는 영화를 취소하지만 제작자와 영화 스태프는 기자 회견을 발표한다. 구이도는 기자들로부터 탈출을 시도하고 결국 머리에 총을 쏘는 것을 상상한다. 구이도는 다른 사람들을 돕기 위해 영화를 만들어 자신의 개인적인 혼란을 해결하려 했다는 사실을 깨닫고 대신 자신의 삶을 있는 그대로 받아들여야 한다. 그는 루이사에게 그렇게 하는 데 도움을 요청한다. 칼라는 그가 말하려는 것이 무엇인지 알아냈다고 말한다. 구이도는 그의 삶에서 사람들 없이는 할 수 없다는 것이다. 남자와 여자는 손을 잡고 원 주위를 돌며, 구이도와 루이사가 마지막으로 합류한다.

## 감상
전작(前作) <달콤한 생활>에서 현대의 퇴폐를 묘사한 펠리니가 영화 감독이라는 스스로의 분신(分身)을 주인공으로 하여 현실과 환상, 기억과 회상, 의식과 무의식 등 다양한 내면을 복잡하게 조립해서 묘사한 작품이다. 어린시절과 부모님들의 에피소드 등에서는 펠리니 자신의 체험을 그대로 살렸기 때문에 일종의 고백적인 뉘앙스를 지니고 있다. 그는 자기의 총결산으로서 이 작품을 만들어, 인간 존재의 여러 문제를 다각도로 분석했다.

## 출연
- 마르첼로 마스트로얀니 (Marcello Mastroianni)
- 클라우디아 카르디날레 (Claudia Cardinale)
- 아누크 에메 (Anouk Aimee)
- 산드라 밀로 (Sandra Milo)
- 로젤라 포크 (Rossella Falk)
- 바바라 스틸 (Barbara Steele)

## 같이 보기
- 제36회 아카데미상 외국어영화상 출품작 목록
- 역대 최고의 영화 목록